# Naturskyddsområden i Nicaragua

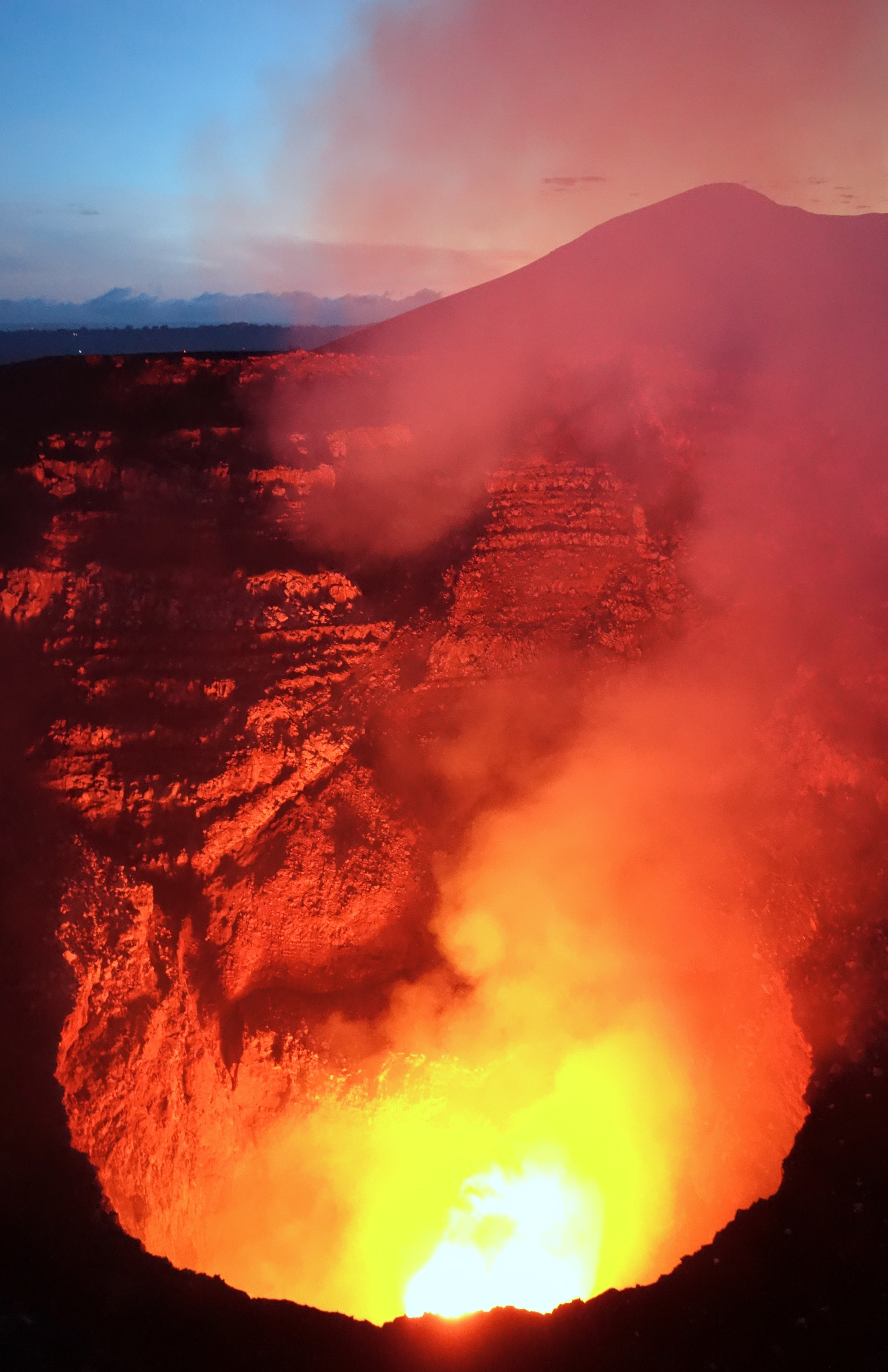
Lavasjön i Masayavulkanen

Nicaragua har över 73 nationella naturskyddsområden med en kombinerad yta på över 22,500 km2, vilket är 18% av landets totala yta. Det största är naturreservatet Bosawás (6,811 km2) i norra Nicaragua vid gränsen mot Honduras. Det minsta är naturreservatet Laguna de Tiscapa (0,4 km2) i centrala Managua. Ett av de mest populära är nationalparken Volcán Masaya, där besökarna kan titta ner i vulkankratern och se den glödheta lavasjön.

## Nationalparker
Nicaragua har fyra nationalparker. Tre av dem är vulkaner i och runt Nicaraguasjön nära Stillahavskusten: den aktiva Masaya med sin lavasjö, den utslocknade och molnskogsbevuxna Maderas, samt den också utslocknade Zapatera med förkolombianska fornfynd som utforskades av Carl Bovallius på 1880-talet. Den fjärde och äldsta nationalparken är Cerro Saslaya i det bergiga och skogbevuxna norra Nicaragua.

## Biosfärområden
Nicaragua har tre av UNESCO utnämnda biosfärområden: berg- och skogsområdet Bosawás, flod- och skogsområdet Río San Juan och vulkanön Ometepe. Alla tre består av nationella naturskyddsområden med omkringliggande bygder. Utanför UNESCO-programmet har Nicaragua också etablerat Caribe Nicaragüense, ett havsbaserat biosfärområde i Karibiska havet med tillhörande öar.
| Bild | Namn                | Departement             | Natur                      | Eta- blerad | Kärn- område (km2) | Buffert- zon (km2) | Utvecklings- område (km2) | Total yta (km2) | Inkluderade Nationella Skyddsområden                                                                    |
| ---- | ------------------- | ----------------------- | -------------------------- | ----------- | ------------------ | ------------------ | ------------------------- | --------------- | --- |
|      | Bosawás             | Jinotega Caribe Norte   | Berg Tropikskog Floder     | 1997        | 3298               | 5237               | 13280                     | 21815           | RN Bosawás Cerro Saslaya Cerro Cola Blanca Cerro Banacrúz Peñas Blancas Cerro Kilambé                   |
|      | Río San Juan        | Río San Juan Caribe Sur | Flod Våtmarker Tropikskog  | 2003        | 3578               | 5205               | 5146                      | 13929           | RVS Río San Juan Solentinameöarna Los Guatuzos Fortaleza Río Indio Maíz Punta Gorda Cerro Silva Yolaina |
|      | Isla de Ometepe     | Rivas                   | Vulkaner Stränder Molnskog | 2010        | 83                 | 113                | 343                       | 539             | Volcán Concepción Volcán Maderas Istián Peña Inculta                                                    |
|      | Caribe Nicaragüense | Caribe Norte            | Hav Öar Stränder           | 2021        | 5027               | 1502               | 37628                     | 44157           | Cayos Miskitos                                                                                          |

## Nationella Naturskyddsområden
Nicaragua har 73 nationella naturskyddsområden (2024), bestående av 4 nationalparker, 55 naturreservat, 5 viltreservat, 2 biologiska reservat, 2 genetiska reservat, 2 skyddade landskap, 2 nationalmonument och ett historiskt monument. Landets första naturskyddsområde, Volcán Cosigüina, etablerades 1958. Innan Sandinistrevolutinen 1979 blev det bara ytterligare ytterligare två, nationalparkerna Cerro Saslaya och Volcán Masaya. Fyra år senare etablerades 15 nya naturskyddsområden längs Stillahavskusten, varav 9 med minst en vulkan. År 1990 etablerades 6 naturskyddsområden längs floden Río San Juan samt ett genetiskt reservat i Matagalpa. Året därefter etablerades hela 41 naturskyddsområden, med det stora flertalet (37) i de centrala, nordliga och östra delarna av landet. Därefter har det med ojämna mellanrum etablerats ytterligare 7 naturskyddsområden spridda över landet. Det nyaste är det skyddade landskapet Corn Island i Karibiska havet, som etablerades 2021.
| Bild | Typ                           | Namn                                        | Departement             | Yta (km2) | Eta- blerad | Känd för                                          |
| ---- | ----------------------------- | ------------------------------------------- | ----------------------- | --------- | ----------- | ------------------------------------------------- |
|      | Reserva genética              | Apacunca                                    | Chinandega              | 14        | 1996        | Vild majs Río Aquespalapa Fåglar                  |
|      | Monumento nacional            | Archipiélago de Solentiname                 | Río San Juan            | 189       | 1990        | Skärgård Fisk Kajmaner                            |
|      | Parque nacional               | Archipiélago de Zapatera                    | Granada                 | 52        | 1983        | Monoliter & Hällristningar Djurliv Carl Bovallius |
|      | Reserva natural               | Bosawás                                     | Jinotega Caribe Norte   | 6811      | 1991        | Skog Floder Miskitos                              |
|      | Monumento nacional            | Cañón de Somoto                             | Madriz                  | 1.7       | 2006        | Kanjon Río Coco Klippdykning                      |
|      | Reserva biológica marina      | Cayos Miskitos y Franja Costera Inmediata   | Caribe Norte            | 500       | 1991        | Karibiska kusten Sjögräs Fiske                    |
|      | Refugio de vida silvestre     | Cayos Perlas                                | Caribe Sur              | 1469      | 2010        | Hav och palmöar Dykning Fiske                     |
|      | Reserva natural               | Cerro Alamikamba                            | Caribe Norte            | 21        | 1991        | Skog Tallar Översvämmad savann                    |
|      | Reserva natural               | Cerro Apante                                | Matagalpa               | 12        | 1991        | Berg Vattenfall Fågelskådning                     |
|      | Reserva natural               | Cerro Arenal                                | Matagalpa               | 6         | 1991        | Berg Molnskog Selva Negra                         |
|      | Reserva natural               | Cerro Banacrúz                              | Caribe Norte            | 2710      | 1991        | Berg Tropisk skog Flora och fauna                 |
|      | Reserva natural               | Cerro Cola Blanca                           | Caribe Norte            | 105       | 1991        | Berg Tropisk skog Hydrografiska bassänger         |
|      | Reserva natural               | Cerro Cumaica y Cerro Alegre                | Boaco Matagalpa         | 50        | 1991        | Berg Kanjoner Apor                                |
|      | Reserva natural               | Cerro Frío La Cumplida                      | Matagalpa               | 18        | 1991        | Berg Skog Vandring                                |
|      | Reserva natural               | Cerro Guabule                               | Matagalpa               | 11        | 1991        | Berg Flora och fauna Vandring                     |
|      | Reserva natural               | Cerro Kilambé                               | Jinotega                | 126       | 1991        | Berg Flora och fauna Vattenfall                   |
|      | Reserva natural               | Cerro Kuskawás                              | Matagalpa               | 48        | 1991        | Berg Skog Vandring                                |
|      | Reserva natural               | Cerro Mombachito La Vieja                   | Boaco                   | 9         | 1991        | Berg Flora och fauna Finca Holanda                |
|      | Reserva natural               | Cerro Musún                                 | Matagalpa               | 41        | 1991        | Berg Molnskog Vattenfall                          |
|      | Reserva natural               | Cerro Pancasán                              | Matagalpa               | 3         | 1991        | Berg Tropisk skog Pancasáns hjältedåd             |
|      | Reserva natural               | Cerro Quiabúc Las Brisas                    | Estelí León             | 36        | 1991        | Berg Vandring Bad vid vattenfall                  |
|      | Reserva natural               | Cerro Tisey – Estanzuela                    | Estelí León             | 64        | 1991        | Berg Estanzuelafallet Vattendelare                |
|      | Reserva natural               | Cerro Tomabú                                | Estelí                  | 8         | 1991        | Berg Barrskog Fladdermöss                         |
|      | Parque nacional               | Cerro Saslaya                               | Jinotega Caribe Norte   | 150       | 1971        | Berg Molnskog Jaguarer                            |
|      | Reserva natural               | Cerro Silva                                 | Caribe Sur              | 3394      | 1991        | Skog Fiske Bluefieldsbukten                       |
|      | Reserva natural               | Cerro Wawashang                             | Caribe Sur              | 2315      | 1991        | Tropisk jungel Fiske Fågelskådning                |
|      | Reserva natural               | Cerros de Yalí                              | Jinotega                | 35        | 1991        | Berg Skog Vandring                                |
|      | Refugio de vida silvestre     | Chacocente                                  | Carazo                  | 48        | 1983        | Sandstränder Sköldpaddor Tropisk torrskog         |
|      | Reserva natural               | Chocoyero-El Brujo                          | Masaya                  | 1.8       | 1993        | Vattenfall Drickvatten Skog                       |
|      | Reserva natural               | Complejo Volcánico Momotombo Momotombito    | León                    | 85        | 1983        | Två vulkaner Varmvattenkällor Vandring            |
|      | Reserva natural               | Complejo Volcánico Pilas–El Hoyo            | León                    | 74        | 1983        | Vulkaner Vulkansurfing Månlandskap                |
|      | Reserva natural               | Complejo Volcánico San Cristóbal–Casita     | Chinandega              | 180       | 1983        | Fem vulkaner Lahar från Casitavulkanen Fjärilar   |
|      | Reserva natural               | Complejo Volcánico Telica–Rota              | León                    | 91        | 1983        | Tre vulkaner Hervideros de San Jacinto Vandring   |
|      | Paisaje terrestre y marino    | Corn Island Archipelago                     | Caribe Sur              | 431       | 2021        | Korallrev Sandstränder Mangrove                   |
|      | Reserva natural               | Datanlí El Diablo                           | Jinotega Matagalpa      | 22        | 1991        | Berg Molnskog Vandring                            |
|      | Reserva natural               | Delta del Estero Real                       | Chinandega              | 550       | 1983        | Floddelta Mangroveträd Räkor                      |
|      | Reserva natural               | Estero Padre Ramos                          | Chinandega              | 88        | 1983        | Delta Sandstränder Kayaking                       |
|      | Reserva natural               | Fila Masigüe                                | Boaco                   | 46        | 1991        | Berg Tropisk fuktskog Papegojfåglar               |
|      | Monumento histórico           | Fortaleza la Inmaculada Concepción de María | Río San Juan            | 4         | 1990        | Fort Río San Juan Flora och fauna                 |
|      | Reserva natural               | Isla Juan Venado                            | León                    | 46        | 1983        | Mangroveträd Lång öde sandstrand Kayaking         |
|      | Reserva natural humedal       | Istián Peña Inculta                         | Rivas                   | 18        | 2010        | Gulnackad amazon Häger Kayaking                   |
|      | Reserva natural               | Kligna                                      | Caribe Norte            | 10        | 1991        | Tropisk skog Översvämmad savann Río Wark Wark     |
|      | Reserva natural               | Laguna de Apoyo                             | Masaya Granada          | 35        | 1991        | Kratersjö Vattensporter Vackra vyer               |
|      | Reserva natural               | Laguna de Asososca                          | Managua                 | 1.4       | 1991        | Kratersjö Dricksvatten Gamar                      |
|      | Reserva natural               | Laguna de Nejapa                            | Managua                 | 2.2       | 1991        | Vulkansjö Satellitantenner Skog                   |
|      | Reserva natural               | Laguna de Tiscapa                           | Managua                 | 0.4       | 1991        | Kratersjö Staty av Sandino Palacio Loma           |
|      | Reserva natural               | Laguna de Tisma                             | Granada Masaya Managua  | 103       | 1983        | Våtmarker Fågelskådning Fiske                     |
|      | Reserva natural               | Lagunetas de Mecatepe y Río Manares         | Granada                 | 23        | 1983        | Vulkaniska sänkor Flora och fauna Badsjöar        |
|      | Reserva natural               | Limbaika                                    | Caribe Norte            | 18        | 1991        | Berg Barrskog Alluvialbildning                    |
|      | Reserva natural               | Llanos de Karawala                          | Caribe Sur              | 20        | 1991        | Skog Fiske Medicinalväxter                        |
|      | Refugio de vida silvestre     | Los Guatuzos                                | Río San Juan            | 438       | 1990        | Våtmarker Kayaking Ekologiskt Centrum             |
|      | Reserva natural               | Makantaka                                   | Caribe Sur              | 20        | 1991        | Flod Skog Båtturer                                |
|      | Reserva natural               | Macizo de Peñas Blancas                     | Jinotega Matagalpa      | 116       | 1991        | Berg Molnskog Vattenfall                          |
|      | Paisaje terrestre protegido   | Mesas de Miraflor Moropotente               | Estelí Jinotega         | 132       | 1991        | Berg Laguna de Miraflor Vandring                  |
|      | Reserva natural               | Península de Chiltepe                       | Managua                 | 18        | 1983        | Vulkan Två kratersjöar Ciklider                   |
|      | Reserva natural               | Pis Pis                                     | Caribe Norte            | 44        | 1991        | Berg Skog Río Pis Pis                             |
|      | Refugio de vida silvestre     | Playa La Flor                               | Rivas                   | 48        | 1996        | Sandstränder Sydlig bastardsköldpadda Trädrikedom |
|      | Reserva natural               | Punta Gorda                                 | Caribe Sur              | 550       | 1990        | Skog Våtmarker Fåglar                             |
|      | Reserva biológica             | Río Indio Maíz                              | Río San Juan Caribe Sur | 2640      | 1990        | Tropisk skog Våtmarker Fåglar                     |
|      | Refugio de vida silvestre     | Río San Juan                                | Río San Juan            | 430       | 1990        | Río San Juan Tropisk skog Båtturer                |
|      | Reserva natural               | Salto del Rio Yasica                        | Matagalpa               | 4         | 1991        | Flod Vattenfall Kaffe                             |
|      | Reserva natural               | Sierra Quirragua                            | Matagalpa               | 81        | 1991        | Berg Tropisk skog Vandring                        |
|      | Reserva natural               | Serranía Amerrisque                         | Chontales Boaco         | 121       | 1991        | Berg Tropisk torrskog Vandring                    |
|      | Reserva natural               | Serranía de Dipilto y Jalapa                | Nueva Segovia           | 422       | 1991        | Berg Mogotón Ridturer                             |
|      | Reserva natural               | Serranías de Yolaina                        | Caribe Sur              | 400       | 1991        | Berg Tropisk skog Mahognyträd                     |
|      | Reserva natural               | Tepesomoto La Pataste                       | Madriz Estelí           | 87        | 1991        | Berg Vattenfall Camping                           |
|      | Reserva natural               | Volcán Concepción                           | Rivas                   | 22        | 1983        | Aktiv vulkan Vandring Utsikt                      |
|      | Reserva natural               | Volcán Cosigüina                            | Chinandega              | 124       | 1958        | Vulkan Utbrottet 1835 Kratersjö                   |
|      | Parque nacional               | Volcán Maderas                              | Rivas                   | 41        | 1983        | Vulkan Molnskog Kratersjö                         |
|      | Parque nacional               | Volcán Masaya                               | Masaya Managua          | 51        | 1979        | Vulkan Glödande lavasjö Förstenade lavafloder     |
|      | Reserva natural               | Volcán Mombacho                             | Granada                 | 25        | 1983        | Vulkan Vandring Orkidéer                          |
|      | Reserva de recursos genéticos | Yucul                                       | Matagalpa               | 48        | 1990        | Berg och dalar Tallskog Río Wabule                |
|      | Reserva natural               | Yulu                                        | Caribe Norte            | 10        | 1991        | Tallskog Obördig jord Aluminium                   |

## Ramsarkonventionens våtmarksområden

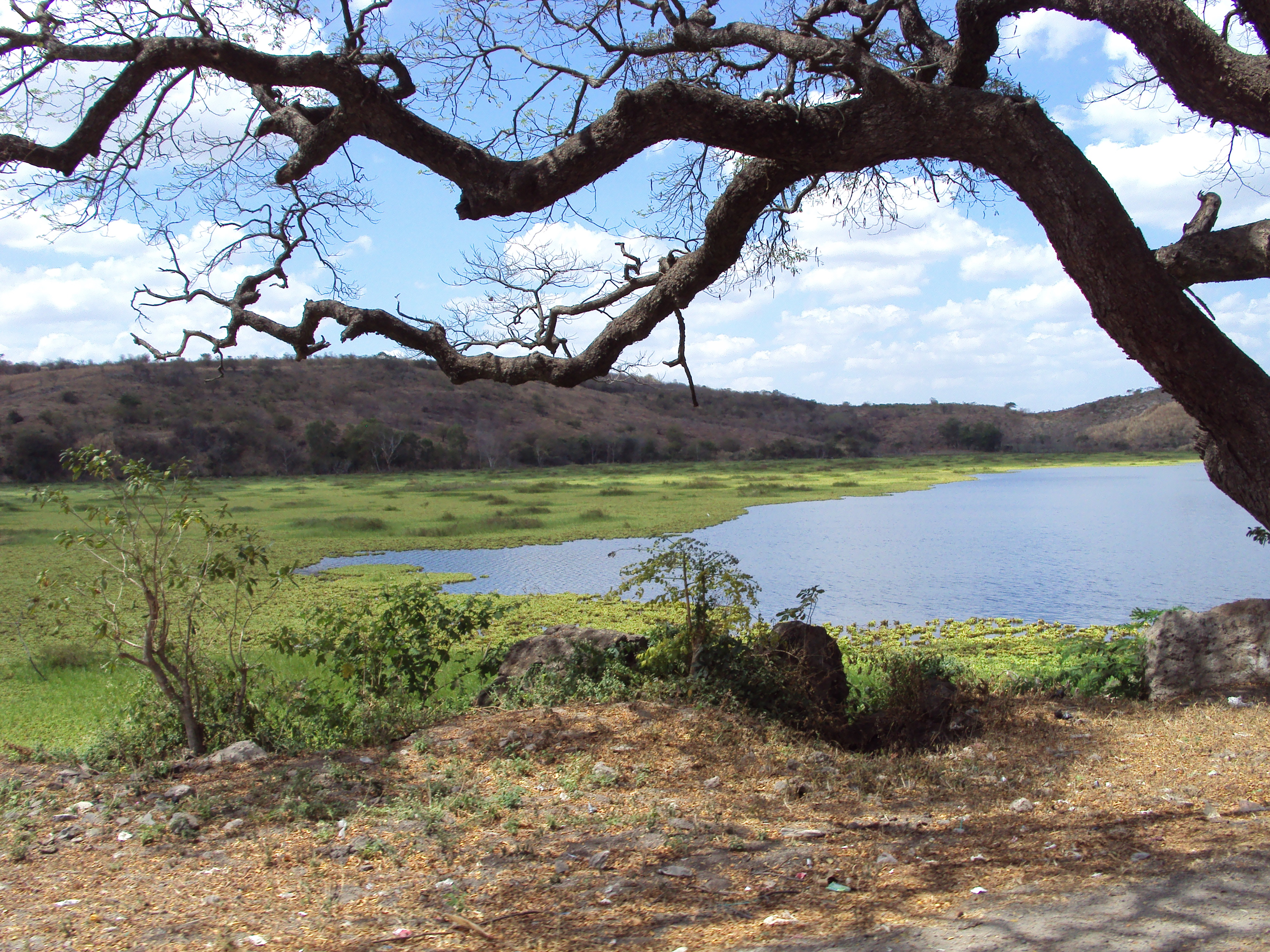
Laguna de Moyuá

I Nicaragua finns det nio områden som är upptagna på Ramsarkonventionens internationella lista över viktiga våtmarksområden. Fem av dessa är även nationella naturskyddsområden: det marina biologireservatet Cayos Miskitos y Franja Costera Immediata, naturreservatet Estero Real, viltreservatet Los Guatuzos, viltreservatet Río San Juan och naturreservatet Laguna de Tisma. De övriga fyra är Bluefieldsbukten vid Karibiska havet, våtmarkerna i San Miguelito vid Nicaraguasjöns norra strand, Lago de Apanás i norra Nicaragua, samt de tre grannsjöarna Moyuá, Tecomapa och Las Playitas i centrala landet.

## Före detta naturskyddsområden

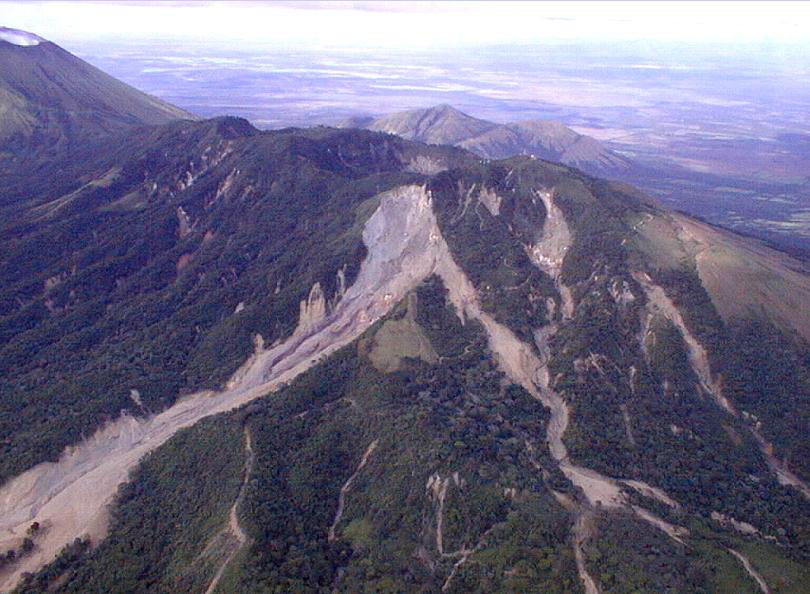
Spåren av laharen på Casitavulkanens sluttning

Den 9 december 1998 skapades ett 17 km2 stort nationalmonument i Posoltega till minne av de 1 650 personer som tragiskt dog i den lahar som Orkanen Mitchs kraftiga regnfall orsakade på sluttningen av Casitavulkanen den 30 oktober 1998 (Monumento nacional in memoriam a las víctimas del Huracán Mitch). Nationalmonumentet upphävdes dock redan den 9 juni 1999 av president Arnoldo Alemán. Istället skapades en liten minnespark (Parque Memorial Víctimas del Huracán Mitch), med ett stenmonument samt 2,800 träd som planterades till minne av alla Nicaraguaner som dog på grund av orkanen. Parken ligger strax utanför och i den officiella buffertzonen för naturreservatet för vulkanområdet San Cristóbal–Casita.